# 亀井淳 (ジャーナリスト)
亀井 淳（かめい じゅん、1935年（昭和10年）1月12日 - 2009年（平成21年）5月10日）は、日本のジャーナリスト、編集者。『週刊新潮』編集部次長、日本ジャーナリスト専門学校専任教員を務めた。

## 人物
東京都出身。鳥取県人・亀井常蔵の長男。慶應義塾大学文学部仏文科卒業。1957年4月、新潮社に入社。同期に江國滋がいた。
『週刊新潮』編集部には21年在籍し、同誌編集部次長を経て、1978年に退社。フリーとなり、日本ジャーナリスト専門学校専任教員を務めた。
2009年5月10日23時20分、肺癌のため東京都新宿区の病院で死去。74歳没。

## ジャーナリストとしての活動
週刊新潮編集部次長の経験を活かしたマスコミ・ジャーナリズムに関する評論のほか、三宅島や沖縄における自衛隊・米軍基地問題の取材・報告を主たる活動テーマとした。
絶筆は、週刊新潮「朝日襲撃犯」スクープ誤報に関して『ジャーナリスト』2009年4月号に掲載された原稿であり、同稿において、亀井は、週刊新潮の取材姿勢を批判しつつ、週刊誌メディアの重要性を説いている。

## 家族
父は慶應義塾大学予科教授の亀井常蔵、妻は翻訳家の亀井よし子、長男は法学者・慶應義塾大学教授の亀井源太郎。

## 著書
- 『「週刊新潮」の内幕』第三文明社、1983年1月。ISBN 978-4476031065。
- 『週刊誌の読み方』話の特集、1985年12月。ISBN 978-4826400930。
- 『写真週刊誌の犯罪』高文研、1987年5月。ISBN 978-4874980866。
- 『ドキュメント三宅島』大月書店、1988年1月。ISBN 978-4272210480。
- 『皇室報道の読み方』岩波ブックレット、1990年10月。ISBN 978-4000031080。
- 『皇太子妃報道の読み方』岩波ブックレット、1993年5月。ISBN 978-4000032407。
- 『反人権雑誌の読み方―体験的「週刊新潮」批判』第三文明社、1996年11月。ISBN 978-4476032048。
- 『21世紀のマスコミ』第4巻「出版」大月書店、1997年10月。ISBN 978-4272301645。
- 『反戦と非暴力―阿波根昌鴻の闘い』高文研、1999年2月。ISBN 978-4874982143。
- 『遠い潮の香』編集工房・ひろば、2006年。【自費出版による自伝】